# El man, el superhéroe nacional
El man, el superhéroe nacional es una película de comedia colombiana de 2009 dirigida, producida y escrita por Harold Trompetero y protagonizada por Bernardo García, Fernando Solórzano, Aída Bossa, Inés Prieto y Jaime Barbini. Relata la historia de Felipe, un ciudadano bogotano del común que, cansado de las injusticias cometidas por los ricos y poderosos, decide convertirse en un superhéroe muy particular y defender a las personas de su vecindad.

## Sinopsis
Felipe de las Aguas es un taxista de Bogotá que está harto de las injusticias que a diario se cometen a su alrededor. Devoto del Niño Jesús, Felipe se convierte en un singular superhéroe criollo que lucha por los derechos de sus vecinos en contra de Federico Rico,  antiguo vecino de su barrio cuya ambición desmedida lo ha convertido en un ser despreciable. Sin ningún tipo de superpoder, solamente ayudado por su fe y buen corazón, Felipe se enfrentará a Rico en una lucha entre el bien y el mal.

## Reparto
- Bernardo García - Felipe/El Man
- Aída Bossa - Angeluz
- Fernando Solórzano - Federico
- Jaime Barbini - Don Miguel
- Inés Prieto - Nancy
- Julio César Herrera - Peluquero
- Marcela Benjumea - Vecina
- Carolina Bernal - Prostituta
- Morris Bravo - Obrero